# Fléron
Fléron este o comună francofonă din regiunea Valonia din Belgia. Comuna este formată din localitățile Fléron, Magnée, Retinne și Romsée și este situată în aglomerația orașului Liège. Suprafața totală a comunei este de 13,72 km². La 1 ianuarie 2008 comuna avea o populație totală de 16.161 locuitori. 

## Etimologie
Cea mai veche urma a numelui "Fléron" datează din anul 51 î.Hr. AD
Potrivit unei legende, un tânăr sclav a fost numit "Flos" datorită prevelenței sale asemănătoare cu cea a unei flori. Curând a devenit un cunoscut horticulturist. Orașul în care a trăit a fost numit "Fleuron" care sa transformat în "Fléron".

## Demografie
Începând cu 1 ianuarie 2016, municipalitatea are 16.495 de locuitori, dintre care 7.811 bărbați și 8.684 femei, cu o suprafață de 13.72 km2, densitate de 1.202,26 locuitori / km2.